# Ariel Wolf
Ariel N. Wolf (* 17. června 1984, Herzlija) je izraelský herec, režisér a choreograf.

## Profesní život
Ariel Wolf už jako dítě hrál v letech 1996–1999 v divadle pro děti a mládež v rodném městě.
V letech 2007–2010 studoval hereckou školu „Nissan Nativ“ v Tel Avivu, kterou absolvoval s vyznamenáním. V letech 2010-2019 hrál v divadelním souboru „Hakhan“. V letech 2019–2022 působil jako učitel a režisér na herecké škole Goodman ve městě Beer Ševa.

## Osobní život
Ariel Wolf se narodil a vyrůstal ve městě Herzliya jako druhý ze čtyř synů. Jeho starší bratr Amir je také herec a režisér. Jeho otec Jicchak Wolf je právník, který ve svých čtyřiceti letech vystudoval film na Telavivské univerzitě, kde režíroval krátký film s názvem Curtains, který získal ocenění na festivalech. Jeho matka Osnat Wolf je doktorkou botaniky a v současnosti se věnuje komplementární medicíně. Wolf je gay, jeho partnerem je herec Šlomi Bretonov.

## Ocenění
- Za rok 2017 vyhrál izraelskou divadelní Motion Design za hru Sen noci svatojánské.
- Vítěz za hru roku na divadelním festivalu 2021 za hru „Miflecet ha-zikaron“.
- Vítěz ceny Zlatý ježek za rok 2016 za adaptaci hry "Teorama".
- Vítěz na festivalu Bat Yam 2011 za choreografii pro představení „Cabaret Voltaire“.

## Filmografie
- 2007: Kavanot tovot (כוונות טובות), role: svědek (televizní film)
- 2007: Hitganvut jechidim (התגנבות יחידים), role: Josi Resler
- 2008: Tichon ha-šir šelanu (תיכון השיר שלנו), role: Gilboa Belkin (televizní seriál)
- 2009: Tichon ha-šir šelanu 2 (תיכון השיר שלנו), role: Gilboa Belkin (televizní seriál)
- 2014: Mišpacha tova (משפחה טובה), televizní seriál, role: Itamar (televizní seriál)
- 2022: Slušný občan (אזרח מודאג), role: Raz